# Micromussa minuta
Micromussa minuta is een rifkoralensoort uit de familie van de Lobophylliidae. De wetenschappelijke naam van de soort is voor het eerst geldig gepubliceerd in 1984 door Moll & Borel Best.